# Cristina (album Cristina D'Avena)
Cristina è la colonna sonora della serie televisiva omonima pubblicata nel 1989.
Nel dicembre del 2010 l'album è stato ristampato su CD all'interno del cofanetto Arriva Cristina Story, box da 4 dischi contenente le ristampe delle colonne sonore dei quattro telefilm di produzione italiana ispirati al personaggio di Cristina D'Avena.
Nel 2014 il brano Noi vorremmo è stato inciso in una nuova versione dalla stessa D'Avena per il suo album Magia di Natale (Deluxe Edition).

## Tracce

### Lato A
Testi di Alessandra Valeri Manera, musiche di Carmelo Carucci.
1. Cristina
2. Una grande città
3. Rimani te stesso
4. Guarda un po' più in là
5. Aspettiamo te
6. Dire di sì dire di no

### Lato B
Testi di Alessandra Valeri Manera, musiche di Carmelo Carucci.
1. Noi vorremmo
2. Videogame
3. Che segreti hai?
4. Domande, risposte
5. Evviva l'allegria
6. Cristina [strumentale]

## Interpreti e cori
- Cristina D'Avena - tutte
- Ricky Belloni - cori aggiuntivi, voce (traccia A3, A4)
- Silvio Pozzoli - cori aggiuntivi
- Moreno Ferrara - cori aggiuntivi
- i Piccoli Cantori di Milano diretti da Laura Marcora (A1, A6)

## Formazione
- Carmelo Carucci - tastiera e pianoforte, produzione, arrangiamento
- Giorgio Cocilovo - chitarre
- Paolo Donnarumma - basso
- Lele Melotti - batteria
- Claudio Pascoli - sax (traccia A4, B3, B4)

## Dati di vendita
L'album ha ottenuto il Disco di Platino per le oltre 200 000 copie vendute.